# RSM Marko
RSM Marko foi uma equipe austríaca de automobilismo fundada em 1990 por Helmut Marko.
Disputou 9 temporadas (não-consecutivas) da Fórmula 3000, estreando em 1990 e tendo como pilotos o austríaco Karl Wendlinger e a alemã Ellen Lohr. Enfrentando 3 não-classificações, a equipe obteve apenas 2 pontos com um quinto lugar de Wendlinger em Hockenheim, onde também conquistou seu primeiro pódio na categoria, em 1991.
Ausente entre as temporadas de 1992 e 1995, conquistou o primeiro título de pilotos em sua história em 1996, com o alemão Jörg Müller, que abandonou apenas 2 provas e subiu ao pódio nas demais etapas do campeonato, e seu companheiro de equipe Oliver Tichy ajudou o time a obter o vice-campeonato, igualado em 1997 (com Juan Pablo Montoya e Craig Lowndes) e 2003. Em 1999, a equipe mudou o nome oficial para Red Bull Junior Team F-3000.
Também competiram pela RSM os austríacos Bernhard Auinger, Markus Friesacher e Patrick Friesacher (apesar do sobrenome, os 2 últimos não possuem nenhum parentesco), os brasileiros Ricardo Maurício e Enrique Bernoldi, o italiano Vitantonio Liuzzi e o espanhol Antonio García.
Além da Fórmula 3000, a equipe disputou a etapa de Phoenix da Indy Racing League em 1998, inscrevendo um Dallara-Oldsmobile para o norte-americano Dave Steele, que se classificou em 23º lugar e abandonou após se envolver num acidente com Arie Luyendyk e Sam Schmidt. O time chegou a figuar na lista de inscritos para as 500 Milhas de Indianápolis, mas nenhum piloto assumiu a vaga.

## Resultados na Fórmula 3000
| Ano                                        | Carro                     | Pilotos            | Corridas | Vitórias | Poles | VR | Pontos | CP  | CC  |
| ------------------------------------------ | ------------------------- | ------------------ | -------- | -------- | ----- | -- | ------ | --- | --- |
| 1990                                       | Lola T90/50-Ford Cosworth | Karl Wendlinger    | 6        | 0        | 0     | 0  | 2      | 21º | 13º |
| 1990                                       | Lola T90/50-Ford Cosworth | Ellen Lohr         | 0        | 0        | 0     | 0  | 0      | NC  | 13º |
| 1991                                       | Reynard 91D-Ford-Cosworth | Karl Wendlinger    | 5        | 0        | 0     | 0  | 6      | 12º | 9º  |
| Não disputou as temporadas de 1992 – 1995. |                           |                    |          |          |       |    |        |     |     |
| 1996                                       | Lola T96/50-Zytek         | Oliver Tichy       | 9        | 0        | 0     | 0  | 5      | 10º | 2º  |
| 1996                                       | Lola T96/50-Zytek         | Jörg Müller        | 10       | 2        | 2     | 4  | 52     | 1º  | 2º  |
| 1997                                       | Lola T96/50-Zytek         | Craig Lowndes      | 10       | 0        | 0     | 0  | 3      | 17º | 2º  |
| 1997                                       | Lola T96/50-Zytek         | Juan Pablo Montoya | 10       | 3        | 3     | 3  | 37.5   | 2º  | 2º  |
| Não disputou a temporada de 1998.          |                           |                    |          |          |       |    |        |     |     |
| 1999                                       | Lola B99/50-Zytek         | Enrique Bernoldi   | 10       | 0        | 0     | 0  | 2      | 18º | 15º |
| 1999                                       | Lola B99/50-Zytek         | Markus Friesacher  | 3        | 0        | 0     | 0  | 0      | NC  | 15º |
| 1999                                       | Lola B99/50-Zytek         | Ricardo Maurício   | 7        | 0        | 0     | 0  | 1      | 22º | 15º |
| 2000                                       | Lola B99/50-Zytek         | Ricardo Maurício   | 10       | 0        | 0     | 0  | 4      | 17º | 9º  |
| 2000                                       | Lola B99/50-Zytek         | Enrique Bernoldi   | 10       | 0        | 0     | 0  | 5      | 16º | 9º  |
| 2001                                       | Lola B99/50-Zytek         | Patrick Friesacher | 12       | 0        | 0     | 0  | 8      | 13º | 5º  |
| 2001                                       | Lola B99/50-Zytek         | Antonio García     | 4        | 0        | 0     | 0  | 0      | NC  | 5º  |
| 2001                                       | Lola B99/50-Zytek         | Ricardo Maurício   | 8        | 0        | 0     | 0  | 14     | 8º  | 5º  |
| 2002                                       | Lola B02/50]]-Zytek       | Patrick Friesacher | 12       | 0        | 0     | 0  | 14     | 10º | 5º  |
| 2002                                       | Lola B02/50]]-Zytek       | Ricardo Maurício   | 12       | 0        | 0     | 0  | 9      | 11º | 5º  |
| 2003                                       | Lola B02/50-Zytek         | Vitantonio Liuzzi  | 10       | 0        | 1     | 0  | 39     | 4º  | 2º  |
| 2003                                       | Lola B02/50-Zytek         | Patrick Friesacher | 8        | 1        | 0     | 1  | 36     | 5º  | 2º  |
| 2003                                       | Lola B02/50-Zytek         | Bernhard Auinger   | 2        | 0        | 0     | 0  | 0      | NC  | 2º  |
| Fonte:                                     |                           |                    |          |          |       |    |        |     |     |

## Links
- RSM Marko Motorsportstats.com